# Arete van Cyrene
Arete van Cyrene (Oudgrieks: Αρήτη) (ca. 400 v.Chr. — ca. 330 v.Chr.), was een Grieks filosofe, dochter van Aristippos van Cyrene en de moeder van Aristippos de Jongere. 
Arete geldt als de eerste vrouwelijke filosoof. Haar naam wordt zowel in het werk van Aelianus als bij Diogenes Laërtius vernoemd. Diogenes Laërtius bewaarde ook de ons bekende brief uit de verzameling van Socratische brieven, die door haar vader Aristippos kort voor diens dood geschreven werd. Deze brief is het enige omvangrijke stuk tekst van Aristippos dat bewaard gebleven is. 
Over het filosofische denken van Arete is weinig bekend. Men vermoedt dat de leer van haar zoon Aristippos de Jongere wel in grote mate door haar beïnvloed werd. Deze laatste kreeg dan ook dikwijls de naam Metrodidaktos ("door de moeder onderwezen"). Arete wordt soms beschreven als de opvolger van haar vader als hoofd van de Cyreense school. Het is echter niet onbetwist of deze school opgericht werd door Aristippos de Oudere, of door zijn kleinzoon Aristippos de Jongere. Er zijn echter geen aanwijzingen om te betwijfelen dat zij een echte filosofe met eigen gedachtegoed was. 

- Gemeinsame Normdatei: 102381240
- Virtual International Authority File: 24990110